# Lorquí
Lorquí o Llorquí és un municipi de la Regió de Múrcia pertanyent la comarca del Segura Mitjà. Limita al nord i a l'est amb Molina de Segura, a l'oest amb Archena i al sud amb Ceutí, Alguazas i altra vegada amb Molina de Segura. Dista 13 km de la Ciutat de Múrcia.
La seua extensió és de 15,0 km² i té una població de 6.493 habitants (gener de 2006) i una altitud mitjana de 89 metres.

## Demografia

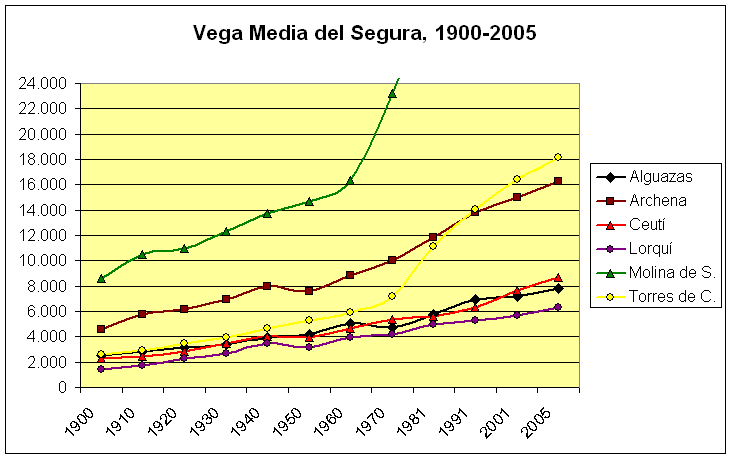
Evolució demogràfica de Llorquí (línia lila) en el context de la comarca

Des de 1900, Llorquí ha seguit una evolució ascendent, que l'ha dut a multiplicar per 4,36 la població d'aquell any. Entre 1991 (5.309 habs.) i 2005 ha crescut un 18%.

## Esports
El municipi gaudeix d'un estadi municipal: l'estadi Juan de la Cierva, inaugurat en 2002, i té capacitat per a 2.000 espectadors. L'equip de futbol actualment de Lorquí és el Club Atlètic Ciutat de Lorquí des de 2007, anteriorment el EMD Lorquí, que utilitzen i van utilitzar l'estadi municipal Juan de la Cérvola.